# Pkidha
Pkidha (... – II secolo) fu il primo vescovo cristiano dell'Adiabene, un regno che si estendeva nell'Alta Mesopotamia tributario dei Parti e dei Sasanidi, con capitale Arbil.
Rivestì la carica di vescovo di Arbil fra il 104 e il 114.